# 加藤泰子
加藤 泰子（かとう やすこ、1978年8月19日 - ）は、元テレビ高知のアナウンサー、元中京テレビ放送アナウンサー。

## 来歴
愛知県名古屋市出身。名古屋市立千種中学校、名古屋市立菊里高校、関西学院大学文学部卒業。
大学卒業後、2001年にテレビ高知に入社。2005年4月に中京テレビへ移籍。中京テレビ在籍中の2006年に医師と結婚。結婚後もアナウンサーを続けていたが、2008年9月をもって中京テレビを退社した。
その後は静岡県のテレビ局で、タイムキーパーや報道デスク補佐などの裏方業務に就いているとされる。2011年、第1子となる長女を出産。

## 人物
趣味は食べ歩き、ショッピング、プチ旅行、読書。

## アナウンサー時代の担当番組

### テレビ高知
- じゃらん!2モーニング
- 歌って走ってキャラバンバン
- MELODY MAKER
- 泰子ちゃんの出前クイズ
- きょうも安全運転
- イブニングKOCHI （水曜気象情報コーナー担当 → 月曜・火曜担当）
- わくわく情報局

### 中京テレビ
- NNNきょうの出来事 中京テレビローカルパート（キャスター）
- 中京テレビニュースプラス1 （リポーター）
- 中京テレビNEWSリアルタイム（中継担当、リポーター）
- NEWS ZERO 中京テレビローカルパート
- NNNストレイトニュース（土曜不定期、東海地区キャスター）